# Ottsjövägen

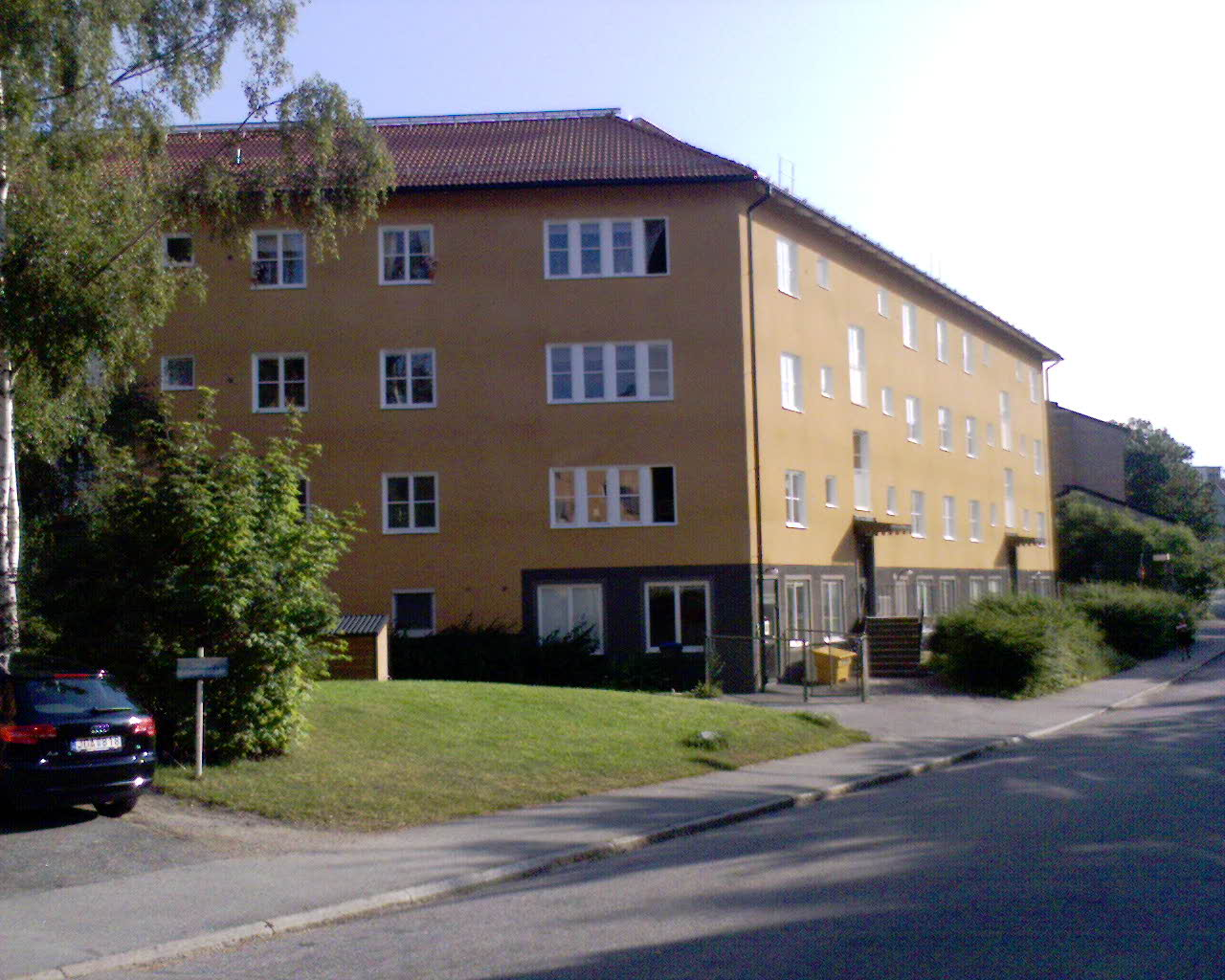
Bostadshus vid Ottsjövägen, augusti 2009.

Ottsjövägen är en gata i stadsdelen Årsta i Söderort inom Stockholms kommun. Gatan sträcker sig från Siljansvägen i sydväst till förskolorna Kullerbyttan och Årstaliden samt till Årstalidens lekplats i öst. Ottsjövägen korsar Dellensvägen, Bränningevägen och Årstavägen. Namnet på gatan ingår troligtvis i kategorin gatunamn sjöar och vikar likt så många andra gator i Årsta, bland annat Svärdlångsvägen, Tavelsjövägen och Gullmarsvägen samt många fler. Förskolan Solrosen är även belägen på gatan. En park vid namn Snigelparken finns vid gatans korsning med Siljansvägen. Ottsjövägens busshållplats är belägen vid Årstavägen, där buss 160 trafikeras. Längden på gatan är cirka 360 meter.

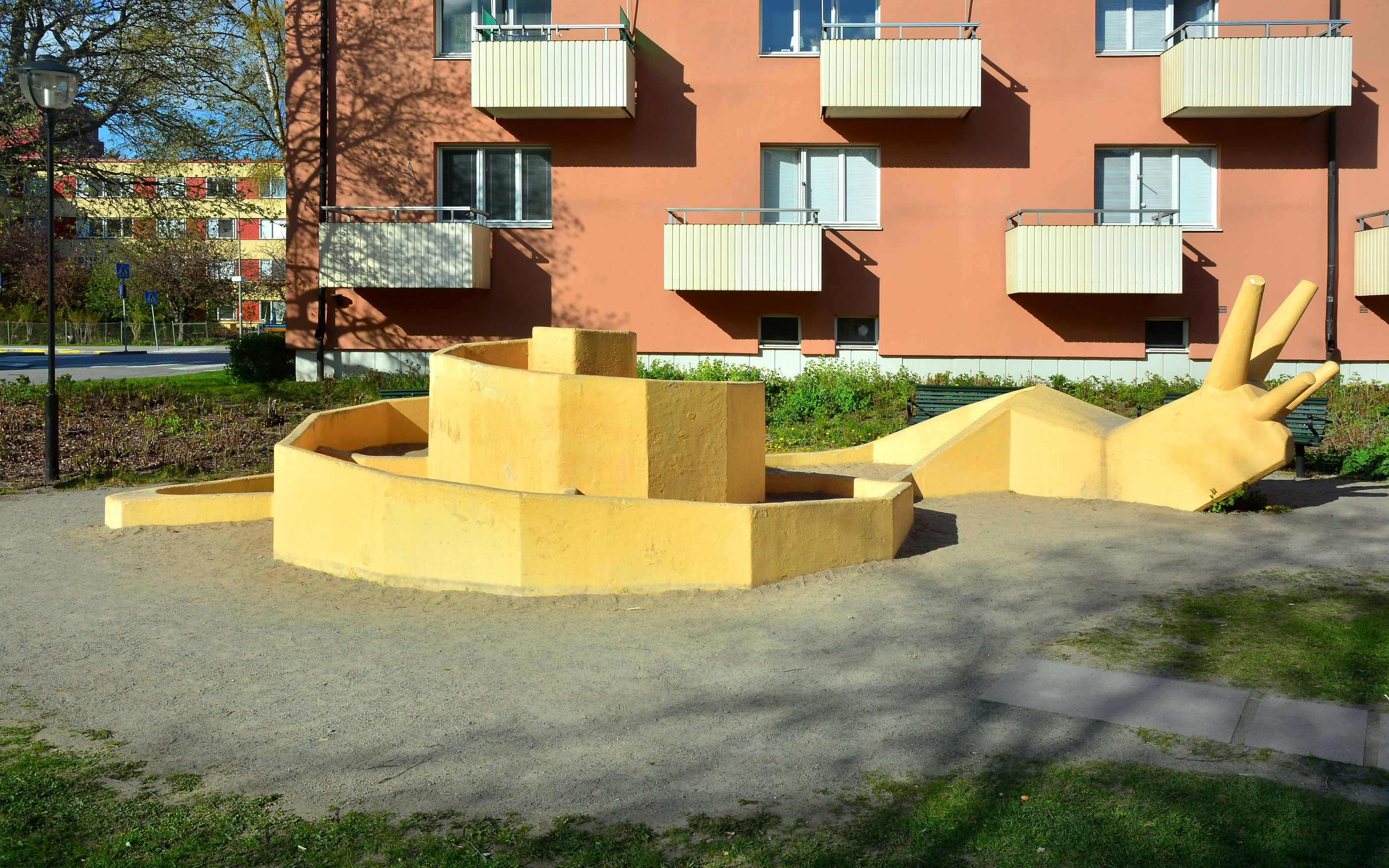
Snigelparken vid Ottsjövägen, maj 2014.